# داوید اویستراخ
داوید فیودورویچ اویستراخ (روسی: Ойстрах, Давид Фёдорович؛ ۳۰ سپتامبر ۱۹۰۸–۲۴ اکتبر ۱۹۷۴) یک نوازندهٔ برجستهٔ ویولن و ویولا، رهبر ارکستر و مدرس موسیقی اهل اتحاد جماهیر سوسیالیستی شوروی (اوکراین فعلی) بود.
داوید اویستراخ در یک خانواده یهودی در اودسا در استان خرسون، امپراتوری روسیه (اوکراین فعلی) متولد شد. پدرش فیشل اویستراخ، پسر فرزند یک بازرگان از صنف دوم و مادرش بیله اویستراخ بود.
داوید اویستراخ دانش‌آموختهٔ «هنرستان موسیقی اودسا» و «کنسرواتوار دولتی چایکوفسکی مسکو» و از شاگردان «پترو استالیارسکی» بود و بعدها با آهنگسازان و ارکسترهای بزرگی در سرتاسر دنیا همکاری داشت و اجراهای برجسته‌ای از آثار ویولنی دمیتری شوستاکوویچ و آرام خاچاتوریان ارائه کرد. 
او را یکی از برجسته‌ترین نوازندگان ویولن در قرن بیستم می‌دانند.
وی بابت هنرنمایی‌هایش، برنده جوایزی همچون «نشان لنین»، «نشان استالین»، «جایزه دولتی اتحاد شوروی» و «جایزه هنرمند مردمی اتحاد جماهیر شوروی» شده بود.
فرزند او ایگور اویستراخ نیز یک نوازندهٔ ویولن است.